# Chess boxing

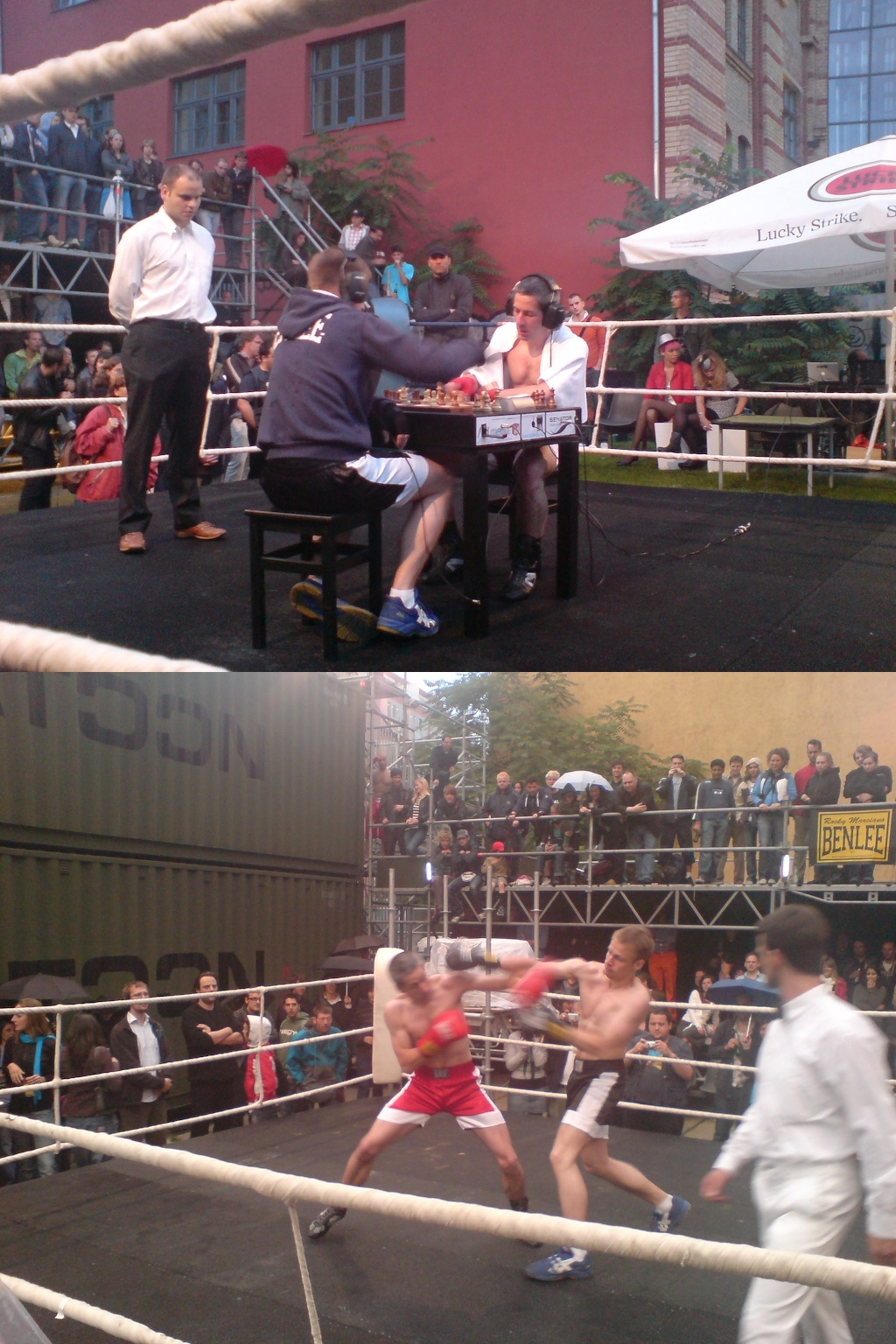
Un duelo de chess boxing

El chess boxing o chessboxing, en español llamado también boxeo de ajedrez,[cita requerida] es un deporte de dos jugadores que consiste en un híbrido que combina el ajedrez y el boxeo. El concepto de este deporte había sido imaginado en 1992 por el dibujante de cómics francés Enki Bilal, sin embargo, fue el artista de performance neerlandés Iepe Rubingh quien llevó el concepto a la práctica en la primavera del 2003. El chess boxing se practica en varios países, pero donde más se practica es en Alemania, el Reino Unido, la India y Rusia.
Quienes practican este deporte son denominados chess boxer o chessboxer en inglés, o boxeador ajedrecista en español.

## Historia
Este juego fue creado por Iepe Rubingh, pero en realidad en el cómic original Froid-Équateur de Enki Bilal, el juego consistía en jugar un partido entero de boxeo y luego al terminar el partido jugar otro de ajedrez. Como esto resultó impráctico Rubingh desarrollo la idea con más profundidad hasta que se convirtió en el deporte competitivo como se lo conoce hoy, alternando asaltos de boxeo y ajedrez y además agregó detalladamente las reglas del juego. Un concepto parecido al chess boxing se había visto en la película finlandesa de 1991 Uuno Turhapuro herra Helsingin herra, donde se juega ajedrez contra una persona usando un sistema de manos libres y a la par boxea con otra persona.

## Origen
La primera competición de chess boxing tuvo lugar en la capital alemana Berlín en 2003. Ese mismo año se realizó el primer torneo mundial situado en la capital neerlandesa Ámsterdam con la cooperación de la Federación Neerlandesa de Boxeo y auspiciado por la World Chessboxing Organization. Los primeros participantes de esta competencia fueron el propio Iepe Rubingh y el neerlandés Jean-Louis Veenstra. Luego de que su oponente excediese el tiempo límite del partido de ajedrez, Iepe Rubingh ganó el enfrentamiento en el undécimo asalto.

## Requisitos
- Ser menor de 35 años.
- Tener un estado físico adecuado y saludable.
- Haber participado como boxeador en mínimo veinte encuentros.
- Rango de sistema de puntuación de ajedrez en lo mínimo de 1800.

## Acciones penalizadas

### Boxeo
- Pelear sin guantes de boxeo.
- Golpear al oponente cuando está indefenso.
- Herir al otro oponente en la nuca o por detrás de la cabeza.
- Ponerse de espalda al contrincante.
- Cabecear intencionalmente.
- Patear al rival.
- Generar una caída al otro oponente.
- Golpear por debajo del cinturón.

### Ajedrez
- Hacer jugadas manejando inadecuadamente el reloj de ajedrez.

- Desplazar una o más piezas irregularmente.

- Falta de actualización de la planilla de movimientos.
- Utilizar notas o fuentes de información.
- Llevar medios electrónicos de comunicación durante las partidas.
- Distraer o molestar al adversario.
- Abandonar el local del juego sin consentimiento del árbitro.

## Reglas y organizaciones
Un encuentro entre dos oponentes consiste en once asaltos en los cuales se van alternando el boxeo y el ajedrez, empezando con cuatro minutos de partida de ajedrez y seguido por tres minutos de boxeo. Entre cada asalto hay una pausa de un minuto, durante las cuales los competidores cambian su vestimenta. La modalidad de ajedrez es el juego rápido, en las cuales los competidores disponen de un total de doce minutos. Los competidores pueden ganar por nocaut, jaque mate o una decisión tomada por los jueces cuando han terminado los doce minutos de un oponente.[cita requerida]
El chess boxing es controlado por la World Chessboxing Organization (WCBO, por sus siglas en inglés). El primer campeonato mundial tuvo lugar en Ámsterdam en 2003, y el campeón fue Iepe Rubingh. El primer campeonato europeo de chess boxing tuvo lugar en Berlín el 1 de octubre del 2005, en donde Tihomir Titschko, de Bulgaria, derrotó al alemán Andreas Schneider.

## En la cultura popular
La serie Gambito de dama, de Netflix, está dedicada a Iepe Rubingh, por su trabajo como consultor de la serie.